# Mairena del Alcor
Mairena del Alcor is een gemeente in de Spaanse provincie Sevilla in de regio Andalusië met een oppervlakte van 70 km². In 2007 telde Mairena del Alcor 19.363 inwoners.

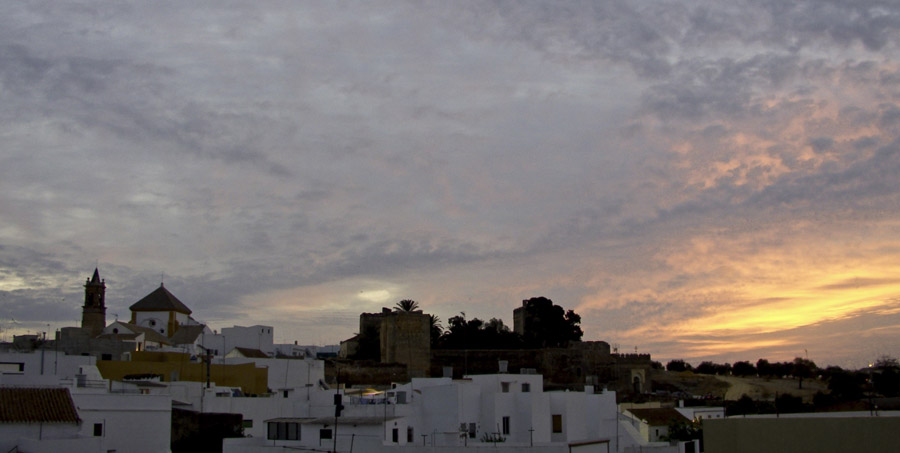
Mairena del Alcor

## Geboren
- Jozabed (8 maart 1991), voetballer

## Demografische ontwikkeling
Bron: INE; 1857-2011: volkstellingen